# Coupe du Liechtenstein de football 1979-1980
Navigation
Édition précédente Édition suivante

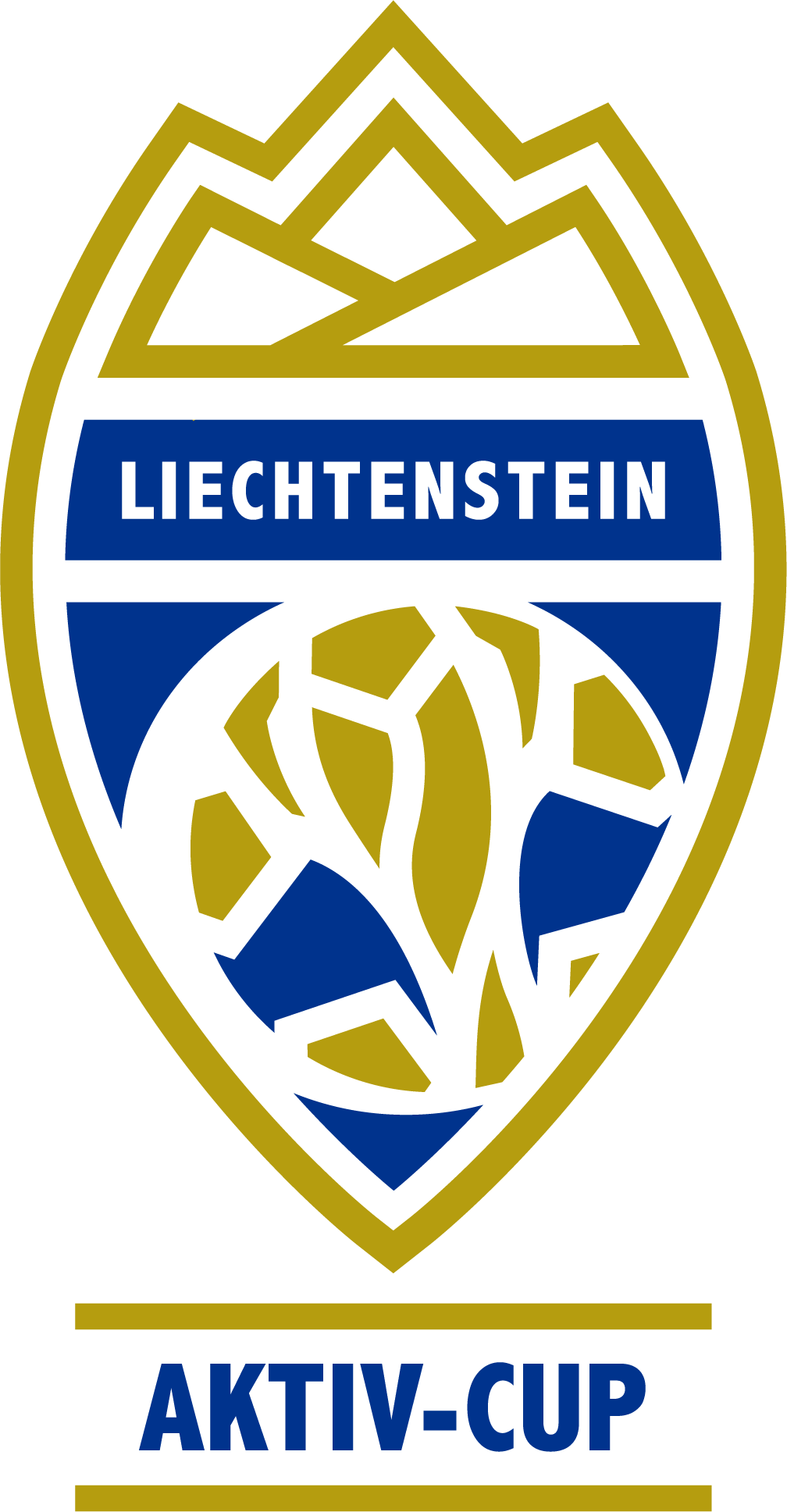

La coupe du Liechtenstein 1979-1980 de football est la 35e édition de la Coupe nationale de football, la seule compétition nationale du pays en l'absence de championnat.
La finale est disputée à Triesen, le 1er mai 1980, entre le FC Vaduz et le FC Balzers. 
Le FC Vaduz remporte le trophée en battant le FC Balzers. Il s'agit du 19e titre de l'histoire du club dans la compétition.

## 1ertour
Le FC Balzers est exempté de ce tour.
| Équipe 1       | Résultat | Équipe 2          |
| -------------- | -------- | ----------------- |
| FC Triesenberg | 2 - 9    | FC Vaduz          |
| FC Ruggell     | 2 - 1    | USV Eschen/Mauren |
| FC Triesen     | 0 - 2    | FC Schaan         |

## Demi-finales
| Équipe 1   | Résultat | Équipe 2  |
| ---------- | -------- | --------- |
| FC Balzers | 3 - 0    | FC Schaan |
| FC Ruggell | 1 - 4    | FC Vaduz  |

## Finale
| 1er mai 1980 | FC Vaduz | 1 - 1 4 - 2 tab | FC Balzers | Triesen |  |
|              |          |                 |            |         |  |